# Forte de São Pedro (Biscoitos)

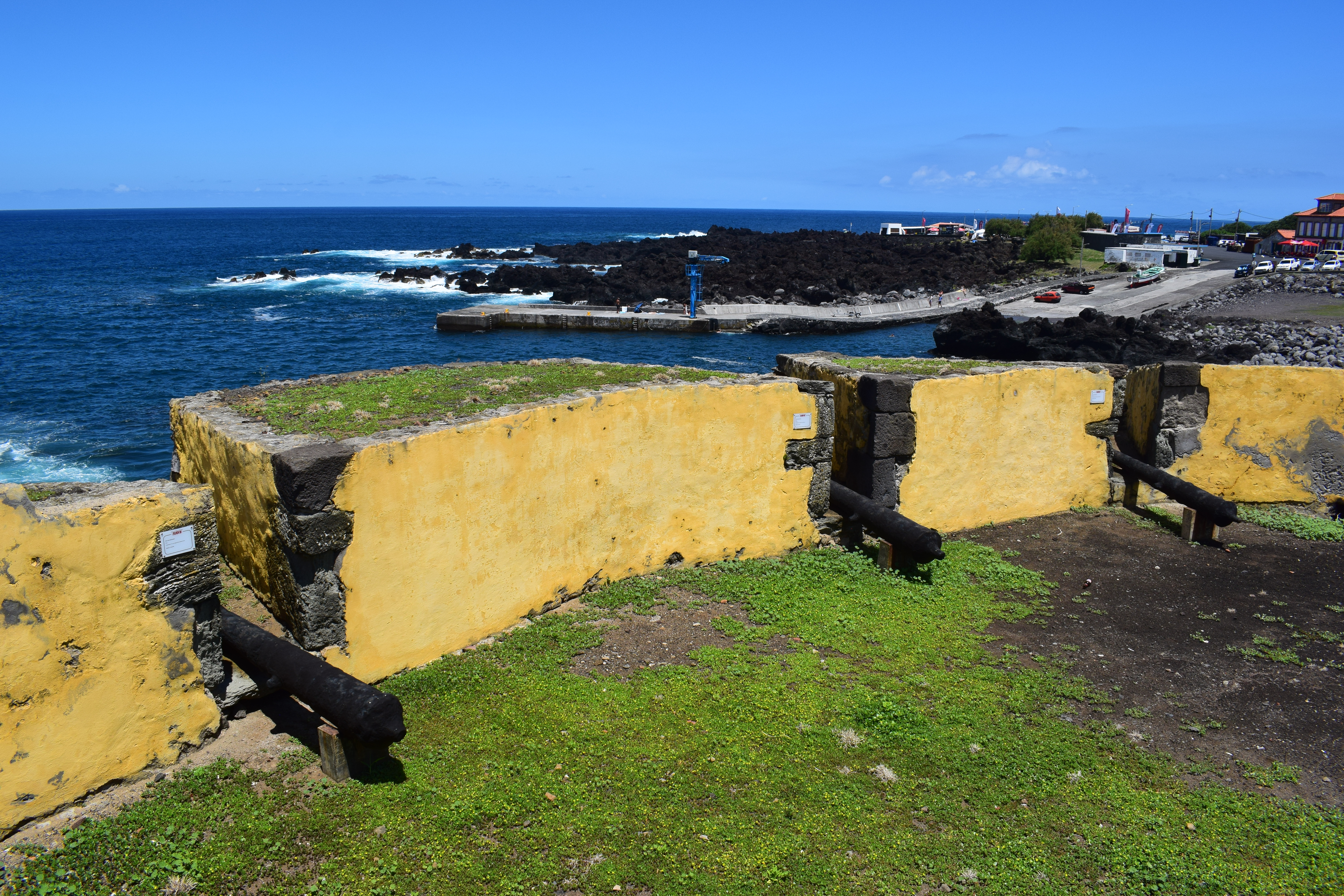
Forte de São Pedro dos Biscoitos, ilha Terceira.

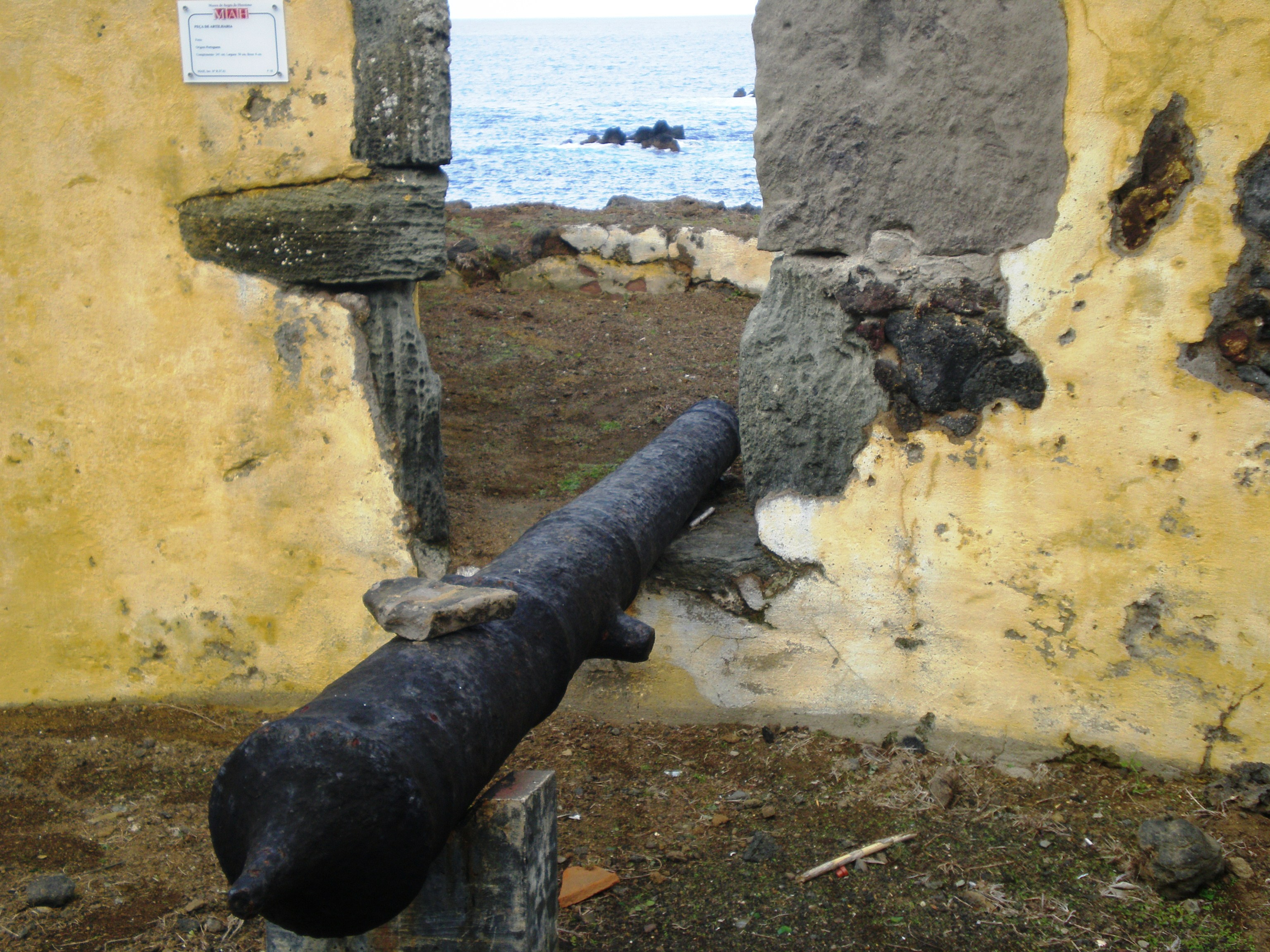
Forte de São Pedro dos Biscoitos: detalhe.

O Forte de São Pedro, também referido como Forte do Porto dos Biscoitos, mas também como Forte de Santo António, localiza-se na freguesia dos Biscoitos, concelho da Praia da Vitória, na costa norte da ilha Terceira, nos Açores.
Em posição dominante sobre este trecho do litoral, constituiu-se em uma fortificação destinada à defesa deste ancoradouro contra os ataques de piratas e corsários, outrora frequentes nesta região do oceano Atlântico. Cruzava fogos com o Forte da Rua Longa, ao sul.

## História
Foi edificado por volta de 1520, pelo Provedor das Fortificações, Pedro Anes do Canto, para defesa daquele ancoradouro que atendia não apenas as suas terras, mas as naus da Carreira da Índia, e em homenagem a quem foi assim denominado.
DRUMMOND informa que o forte foi edificado no contexto da crise de sucessão de 1580, entre 1579 e 1581, por determinação do então corregedor dos Açores, Ciprião de Figueiredo e Vasconcelos, conforme o plano de defesa da ilha elaborado por Tommaso Benedetto em 1567, o que pode indicar não a sua construção mas a sua reedificação ou reforço à época.
No contexto da Guerra Civil Portuguesa (1828-1834), recebeu obras de reforço em 1828, passando a abrigar um destacamento de tropa de linha com a função de prevenir uma eventual tentativa de desembarque de forças opositoras ao regime liberal. Ao fim do conflito foi desguarnecido.
A "Relação" do marechal de campo Barão de Bastos em 1862 refere-o como "Forte do Porto", informa que "Esta-se procedendo a algumas pequenas reparações de que preciza", e observa:
"Merece ser conservado, porque obsta ao dezembarque de forças agressoras neste ponto que é o único que podera offerecer probabilidade em toda a costa do Norte da Ilha."
Quando da realização do tombo de 1881, encontrava-se abandonado e parcialmente arruinado; a casa da guarnição fora ocupada por um pescador da freguesia dos Biscoitos.
No contexto da Segunda Guerra Mundial abrigou um ninho de metralhadoras.
Em nossos dias encontra-se conservado como miradouro por iniciativa da Junta de Freguesia dos Biscoitos.

## Características

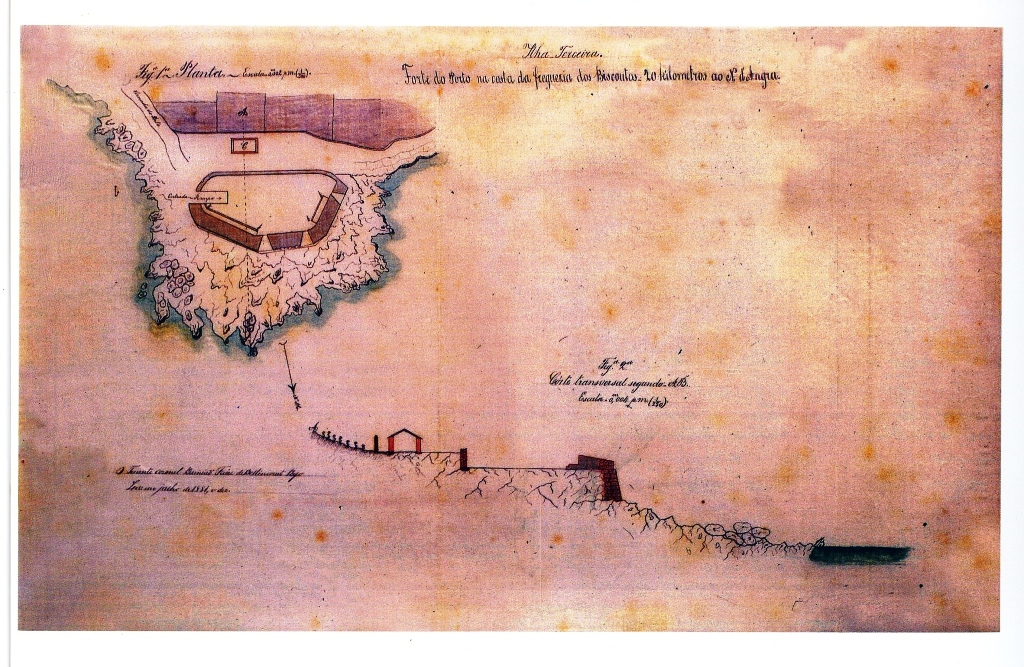
Planta do Forte do Porto dos Biscoitos (Damião Pego, Julho de 1881).

Do tipo abaluartado, apresenta planta com formato pentagonal irregular, com 805 metros quadrados. As muralhas erguidas em cantaria no paramento exterior, são rasgadas por três canhoneiras. Contava com algumas banquetas para fuzilaria e uma casa de alvenaria coberta com colmo, para a guarnição, erguida isolada, externamente ao recinto do forte.